# Giro dell'Emilia 1912
Il Giro dell'Emilia 1912, quarta edizione della corsa, si svolse il 13 ottobre 1912 su un percorso di 284 km. La vittoria fu appannaggio dell'italiano Ugo Agostoni, che completò il percorso in 10h12'00", il quale precedette i connazionali Giuseppe Santhià e Costante Girardengo.
I corridori che partirono da Bologna furono 26 mentre coloro che tagliarono il medesimo traguardo furono 15.

## Ordine d'arrivo (Top 10)
| Pos. | Corridore           | Squadra    | Tempo     |
| ---- | ------------------- | ---------- | --------- |
| 1    | Ugo Agostoni        | Peugeot    | 10h12'00" |
| 2    | Giuseppe Santhià    | Bianchi    | a 13'00"  |
| 3    | Costante Girardengo | Maino      | s.t.      |
| 4    | Enrico Verde        | Maino      | a 26'00"  |
| 5    | Eberardo Pavesi     | Bianchi    | s.t.      |
| 6    | Alfonso Calzolari   | L'Italiana | s.t.      |
| 7    | Pietro Aymo         | Bianchi    | s.t.      |
| 8    | Lauro Bordin        | Stucchi    | a 27'09"  |
| 9    | Francesco Drei      | -          | a 30'00"  |
| 10   | Aldo Benassi        | L'Italiana | s.t.      |